# Dantalian no Shoka
Dantalian no Shoka (jap. ダンタリアンの書架, dt. „Dantalians Bücherregal“), auch bekannt unter dem Untertitel Bibliotheca Mystica de Dantalian, ist eine Light-Novel-Reihe des japanischen Autors Gakuto Mikumo (Asura Cryin’, Zettai Karen Children), die mit Illustrationen des Künstlers G-Yuusuke versehen ist.

## Handlung
Die Geschichte ist in der Zeit zwischen beiden Weltkriegen angesiedelt und spielt in England. Hugh Anthony Disward (ヒュー・アンソニー・ディスワード) erbt das Anwesen seines Großvaters. In dem großen Herrenhaus findet er den Eingang zu einem Raum, in dem überall Bücher liegen. In diesem Raum trifft er auf ein Mädchen namens Dalian (ダリアン). Dalian ist die sogenannte „schwarze Bücherprinzessin“ (Kuro Yomihime) und stellt ein Portal zwischen der realen Welt und „Dantalians Bibliotheca“ (Dantalians Bibliothek) dar. Huey (Hugh Anthony Disward) wird Dalians „Schlüsselträger“ (Kagimori) und damit auch ihr Beschützer. In dieser Bibliothek werden sogenannte „Phantombücher“ bzw. „Genshō“, des Dämonen Dantalian, aufbewahrt. Diese Bücher geben dem Leser eine übermenschliche Kraft, z. B. die Kraft Tote lebendig zu machen oder die Kraft alles Wissen der Welt in sich selbst aufzunehmen.
Dalian und Huey versuchen im Laufe der Geschichte, besagte Bücher auf der Welt zu finden, zu versiegeln und in die Bibliothek zurückzubringen. Bei diesem Unterfangen begeben sich Dalian und Huey in Schwierigkeiten, da sie nie wissen, auf welches Buch sie treffen werden.

## Light Novel
Die Geschichte um die sich langsam aufbauende Liebesbeziehung zwischen Dalian und Hugh Anthony Disward erschien kapitelweise in dem von Kadokawa Shoten herausgegebenen Light-Novel-Magazin The Sneaker von den Ausgaben 4/2008 (29. Februar 2008) bis 4/2011 (28. Februar 2011). Zusätzlich wurden die Kapitel in acht Sammelbänden zusammengefasst:
- Bd. 1: ISBN 978-4-04-424113-1, 1. November 2008
- Bd. 2: ISBN 978-4-04-424114-8, 1. Januar 2009
- Bd. 3: ISBN 978-4-04-424115-5, 1. Mai 2009
- Bd. 4: ISBN 978-4-04-424116-2, 1. Januar 2010
- Bd. 5: ISBN 978-4-04-424117-9, 1. Mai 2010
- Bd. 6: ISBN 978-4-04-424118-6, 1. Dezember 2010
- Bd. 7: ISBN 978-4-04-424119-3, 1. April 2011
- Bd. 8: ISBN 978-4-04-424120-9, 1. Juli 2011

## Adaptionen

### Manga
Aufbauend auf der Romanreihe folgte eine gleichnamige, von Chako Abeno gezeichnete Manga-Reihe, die vom 26. März 2010 bis 26. Juli 2012 im ebenfalls von Kadokawa Shoten herausgegebenen Magazin Shōnen Ace veröffentlicht wurde. Sie orientiert sich streng an der Vorlage und wurde bisher zu fünf Tankōbon-Ausgaben zusammengefasst.
- Bd. 1: ISBN 978-4-04-715548-0, 26. Oktober 2010
- Bd. 2: ISBN 978-4-04-715653-1, 26. März 2011
- Bd. 3: ISBN 978-4-04-715745-3, 26. Juli 2011

Ein wenig als Parodie konzipiert erzählt eine weitere Mangareihe mit dem Titel Dantalian no Shoka: Dalian Days (ダンタリアンの書架 ダリアンDays, dt. „Dantalians Bücherregal: Dalians Tage“) von den Geheimnissen einer Schule, die Dalian besucht und deren Geheimnisse sie zu lüften sucht. Hierbei wird Dalians verschlossene Art bewusst genutzt, um sie mit lebensfrohen Mitschülerinnen zu konfrontieren. Die Handlung selbst wird vom Autor der Romanreihe Gakuto Mikumo verfasst. Die Zeichnungen nach dieser Vorgabe stammen vom Künstler Monaco Sena.
Der Manga erschien von April 2012 bis April 2013 vollständig auf Deutsch bei Egmont Manga unter dem Titel Bibliotheca Mystica. Im Juni 2017 veröffentlichte der Verlag eine „Luxury Edition“ genannte Hardcover-Gesamtausgabe, die alle Bände enthält.
Dantalian no Shoka: Dalian Days begann am 26. März 2010, parallel zur ersten Manga-Adaption, im Schwestermagazin Comp Ace mit der Veröffentlichung. Bisher wurde die noch immer fortgesetzte Reihe zu einer Tankōbon-Ausgabe zusammengefasst.
- Bd. 1: ISBN 978-4-04-715572-5, 26. November 2010

Eine dritte Manga-Adaption mit dem Titel Dalian-chan no Shoka (ダリアンちゃんの書架, dt. „Dalian-chans Bücherregal“) startete im Zuge der Ausstrahlung des Animes. Der Manga ist als Parodie im Stile eines Yonkoma konzipiert und wird von 茂田家 gezeichnet. Er wird im auf Yonkoma spezialisierten Magazin 4-Koma Nano Ace (4コマnanoエース) seit der 3. Ausgabe 2011 veröffentlicht.

### Anime
Das Studio Gainax setzte unter Regie von Yutaka Uemura einen Teil der Handlung als gleichnamige Anime-Fernsehserie um. Das Charakterdesign basiert auf den Illustrationen der Light Novel, wurde jedoch von Sumie Kinoshita an die Bedürfnisse eines Animes angepasst.
Die Erstausstrahlung begann in der Nacht des 16. Juli 2011 (und damit am vorherigen Fernsehtag) auf TV-Tokyo und lief bis zum 1. November 2011. Wenige Tage zeitversetzt begannen die Sender TV Aichi, TV Ōsaka, TV Setouchi, TVQ Kyushu und AT-X ebenfalls mit der Ausstrahlung. Parallel dazu wurde die Serie auch über die Streaming-Anbieter Bandai Channel, MovieGate und AniTheatre im Internet angeboten.
2012 erschien die OVA Dantalian no Shoka: Ibrahime. Die OVA geht ca. 24 Minuten und erzählt eine Sidestory. In der OVA wird ein weiterer Fall behandelt, den Huey (Hugh Anthony Disward) und Dalian aufklären wollen. Der Ablauf ist sehr ähnlich mit den Fällen der Anime-Serie.

#### Synchronisation
| Rolle                | Japanischer Sprecher (Seiyū) |
| -------------------- | ---------------------------- |
| Dalian               | Miyuki Sawashiro             |
| Hugh Anthony Disward | Daisuke Ono                  |

#### Musik
Die begleitende Hintergrundmusik des Animes wurde von Yo Tsuji komponiert und arrangiert.
Der eineinhalb Minuten lange Vorspann war mit einer Kurzfassung des Titels Cras numquam scire, interpretiert von Yucca feat. Hugh Anthony Disward (Daisuke Ono), unterlegt. Als Abspann wurde eine Kurzfassung des von maRIONnetTe gesungenen Titels yes,prisoner verwendet.